# Rostislav Tregoubov
Rostislav Vadimovitch Tregoubov (Ростисла́в Вади́мович Трегу́бов) (? — après février 1917) est un fonctionnaire du ministère de la guerre russe, soutien du mouvement monarchiste, cofondateur de l'Union du peuple russe et secrétaire du conseil suprême de l'Union du peuple russe. 

## Biographie
Son lieu et sa date de naissance, ainsi que sa formation sont inconnus. 
En 1908-1909, Tregoubov est président du département Saint-Alexandre-Nevski de l'Union du peuple russe à Saint-Pétersbourg et candidat au conseil suprême de l'Union du peuple russe. Lorsque ce mouvement, qui connaît près de deux millions d'adhérents, subit une scission en 1909, Tregoubov soutient le groupe de Nikolaï Markov et d'Emmanouïl Konovnitsyne. Ce dernier est élu comme vice-président du conseil suprême de l'Union du peuple russe et Tregoubov le remplace à son poste précédent, devenant président de la section de l'Union du peuple russe de Saint-Pétersbourg et en outre membre du conseil suprême « renouvelé ». En janvier 1912, Tregoubov devient membre et secrétaire du conseil d'organisation du Congrès panrusse de l'Union du peuple russe. Du 14 au 16 mai 1912  il participe à la quatrième session panrusse de l'Union du peuple russe qui se tient dans la capitale impériale et qui est réunie par les partisans de Markov ; et, du 16 au 20 mai 1912, il participe à la cinquième session panrusse de l'Union du peuple russe à Saint-Pétersbourg où il est élu secrétaire du comité d'organisation des sessions. En 1913, Rostislav Tregoubov est au conseil suprême. En octobre 1915, il est signataire d'un manifeste violent émanant du conseil suprême de l'Union du peuple russe qui évalue la situation difficile de la Russie dans la guerre et dénonce la conspiration judéo-maçonnique ayant pour but d'affaiblir le pouvoir de l'autocratie, et appelle à l'activation des forces monarchiques. En février 1917, il signe un message sur les préparatifs du congrès monarchiste. Après cela, il n'y a aucune information sur la vie et l'heure de la mort de Tregoubov.
Il était l'époux d'Hélène Robertovna Wulfson dont il a eu deux enfants, Valentina et Vadim.